# Piotr Śmigasiewicz
Piotr Śmigasiewicz (ur. 10 listopada 1983 w Warszawie) – polski scenarzysta i reżyser filmowy. Syn reżysera teatralnego Waldemara Śmigasiewicza i Alicji Śmigasiewicz.

## Życie i działalność
Absolwent wydziału Reżyserii i Produkcji Filmowej na Huston Film School, na NUI w Irlandii, Biznesu Międzynarodowego na University of Wales oraz Zarządzania na Uczelni Łazarskiego.
Jego pierwszym filmowym projektem był Paradox Film Festival. Festiwal organizowany był w Warszawie a pokazy etiud odbywały się w Kinotece. Organizatorami przedsięwzięcia: Studencki Klub Filmowy „Paradoks” działający przy Wyższej Szkole Handlu i Prawa im. Ryszarda Łazarskiego w Warszawie, Kinoteka oraz Muzeum Historii Polski w Warszawie.
W ramach Festiwalu odbywał się konkurs na najlepszą studencką etiudę filmową – Paradox Film Festival przeznaczony był dla studentów kierunków filmowych na polskich uczelniach i dla młodych filmowców-amatorów. Rywalizowało w nim ponad 40 etiud. Etiudy zrealizowali studenci m.in. Państwowej Wyższej Szkoły Filmowej, Telewizyjnej i Teatralnej im. Leona Schillera w Łodzi – PWSFTviT, Wydziału Radia i Telewizji Uniwersytetu Śląskiego w Katowicach, Mistrzowskiej Szkoły Reżyserii Filmowej Andrzeja Wajdy w Warszawie oraz Warszawskiej Szkoły Filmowej. Z trzech najlepszych etiud, na które głosowali widzowie, jury typowało zwycięzcę. W jury zasiadali m.in. reżyser Robert Gliński i irlandzki twórca filmów dokumentalnych, John Peto. Zwycięska etiuda prezentowana była na festiwalu Foyle Film Festival w Irlandii Północnej – jednym z najważniejszych filmowych festiwali w Europie.
Piotr Śmigasiewicz w ostatnich latach, specjalizował się w reżyserii dokumentów i krótkich form w różnych zakątkach Europy. Wśród tytułów autorstwa reżysera, wymienić należy: The Player (2008, praca dyplomowa), Say Hello (2003), Somewhere Over the Rainbow (fabuła, 2011) oraz krótki film dokumentalny The Journey (24 min., 2007).
Debiut reżyserski Piotra Śmigasiewicza walczył o nagrodę główną na 40. Edycji Montreal World Film Festival (25.08 – 5.09.2016). Film jest polską produkcją z międzynarodową obsadą. W rolach głównych występują: Piotr Adamczyk, Steven Berkhoff, Luca Calvani, Alessandra Mastronardi i Torsten Voges.
Titanium White to historia o Dominiku, polskim doktorancie historii sztuki, który wyjeżdża do włoskiego miasteczka Porto Ercole, by zgłębić ostatnie lata życia wybitnego malarza Michelangelo Caravaggio. Razem z Silvią i miejscowym księdzem Paolo, niespodziewanie stają się częścią kryminalnej intrygi. Krok po kroku odkrywają skrzętnie skrywaną tajemnicę Porto Ercole. Szybko okazuje się jednak, że świat sztuki, który Dominik znał do tej pory, już nigdy nie będzie taki sam...
W 2019 roku Piotr Śmigasiewicz zajął się stand-up debiutując z programem „Hold the Horses, czyli Kotokur” w W Orbicie Słońca. „Jest to godzinna opowieść o tym jak poradzić sobie w Europie, jak ją wnikliwie obserwować i jak nie zwariować próbując ją zrozumieć. Przemierzając dzielnice Neukolln i Prenzlauberg, autostrady w północnych Włoszech, próbując zdążyć na ósmą do pracy w Rzymie i wprowadzając się do Derry w Północnej Irlandii spotkało mnie wiele więcej niespodzianek niż byłem sobie w stanie wyobrazić. Strzelające rury od kaloryferów w Berlinie, łzy szczęścia przy parkowaniu skutera we Florencji i nieprzyzwoita ilość podróży przeniesie nas w świat Magellana i Erazmusa, świat Krzysztofa Kolumba i niemieckich autostrad… Pora się tym podzielić, bo to jedyny sposób, żeby nie oszaleć”.